# 鄧莫文 (加利福尼亞州)
鄧莫文（英語：Dunmovin）是位於美國加利福尼亞州因約縣的一個非建制地區。該地的面積和人口皆未知。

## 地理
鄧莫文的座標為36°05′19″N 117°57′40″W / 36.08861°N 117.96111°W，而該地的平均海拔高度為1069米（即3507英尺）。